# Nuklearni polinezijski jezici
Nuklearnih polinezijski jezici (privatni kod: npol), lingvistički naziv za sve polinezijske jezike osim tongijskih koja obuhvaća tonganski [ton] jezik s Tonge i niujski [niu] s Niue; ukupan im je broj 36.
Nuklearni ili jezgrovni polinezijski jezici sastoje se od užih skupina: a. istočnopolenezijska sa (13) jezika i b. samoička sa (23) jezika.

## Vanjske poveznice
- Ethnologue (14th)
- Ethnologue (15th)